# Бечо

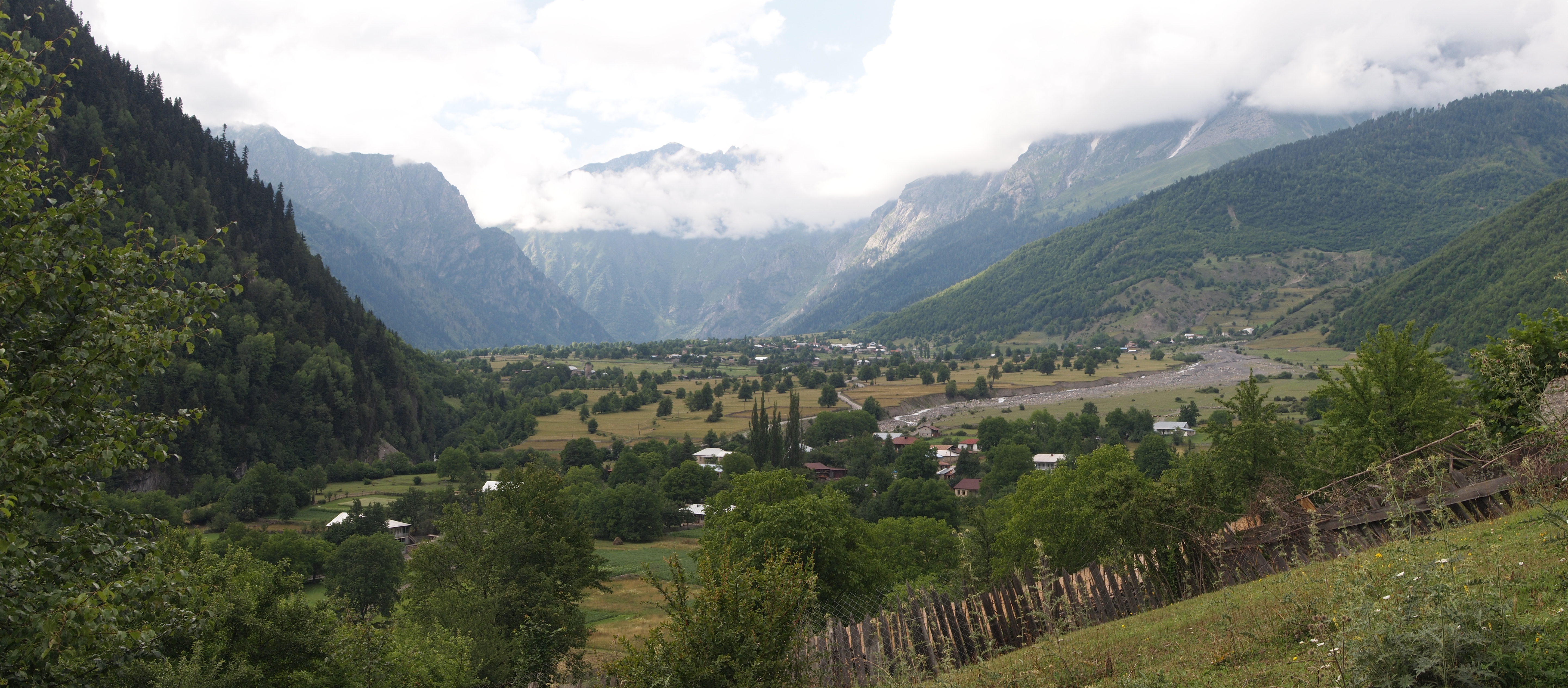
Вид на долину Бечо

Бечо (груз. ბეჩო) — одна з 11 сванських громад, розташованих в історичному регіоні Верхня Сванетія на південному схилі хребта Великий Кавказ, по верхній течії р. Інгурі (Кутаїська губернія, Лечгумський повіт), колись являла собою фамільне володіння грузинських князів Дадешкіліані. Нащадки цього князівського прізвища збереглася тут і донині. Розташована в ущелині річки Долра, між хребтами Балі і Мазірі. У 18 км від Местії. Населення громади Бечо становить 1050 чоловік.
До складу громади входить 14 сіл: Долі, Доласвіпі (центр), Ланхврі, Ебуді, Чкіданарі, Ушхванарі, Наштколі, Чохулді, Багвданарі, Твебіші, Мазері, Картвані, Квана, Нанхврі.
Найвідоміше село в громаді, напевно, Мазері. Звідси починаються маршрути на  Ушбу. Саме з Бечо в 1903 р. піднімалася на Ушбу експедиція Рікмерса. Колись тут стояла 10-поверхова вежа князів Додашкеліані, яку власники підірвали в 1921 р. перед приходом радянської влади. Руїни ще можна знайти близько Мазері.
З Бечо видно гострий пік відомої гори — Ушба, вершина якої покрита льодовиком того ж імені. Праворуч від Ушби пролягла дорога на Гульський перевал, що веде в  Баксанську ущелину Північного Кавказу.
Туризм в Сванетії швидше за все почав розвиватися саме з цього села. Сюди, через  перевал Бечо приходило багато туристів-альпіністів, оскільки цей перевал вважається найзручнішим для переходу з  Росії до Сванетії. Перевал знаходиться на висоті 3757 м і відкритий для переходу з червня по листопад.
Перший готель, точніше гостьовий будинок, з'явився в Бечо на початку 40-х років ХІХ ст. Господинею його була дуже відома в той час сванка Макріне Курдіані. Всі альпіністи, що приходили підкорювати Ушбу (а тоді це було найпопулярніше місце в Сванеті) зупинялися саме в її будинку. У цей же період в Шихрі з'являється перша турбаза Сванетії, куди почали приїжджати тисячі туристів. Бечо відома численними мінеральними джерелами, які мають різні корисні властивості. Навколо села є кілька великих водоспадів.
Свани кажуть, що матеріально жили в цьому селі краще, ніж в інших. Основна причина цього полягає знову ж таки в близькості перевалу Бечо. У сванів з кабардинцями були налагоджені торговельні зв'язки і жителі села мали можливість продавати місцеві товари і купувати необхідні. Найчастіше з Сванетії вивозилися сіль. Так само з Сванетії везли на продаж золото, мед, сванські шапки, сванський тютюн, і сіль. Сіль була в Сванетії фактично на вагу золота. Додаючи до неї приправи, свани не тільки збільшували обсяг продукту, вони ще й придумали спосіб, як зберігати зелень, яка росте тут тільки влітку. Так з'явилася знаменита сванська сіль.
Бечо — це Княжа Сванетія, і навіть зараз вона різко відрізняється навіть від сусідньої вільносванської громади Латалі. Тут зовсім інша атмосфера й інший спосіб життя, ближче до загальногрузинського.
У роки другої світової війни через цей перевал до Сванетії намагався пройти німецький 49-й гірськострілецький корпус. Кавказький хребет на ділянці західніше Мамісонського перевалу обороняла радянська 46-а армія, генерала Леселідзе, до складу якої входили грузинські національні дивізії. Було зібрано групу сванів, яка спільно з армією обороняла перевал. 18 серпня 1942 р. почалися бої за перевали і тривали до кінця вересня, коли сніг і заметіль зупинили бойові дії. Перевал Бечо перебував на крайньому лівому фланзі наступаючого німецького корпусу і про бої на перевалі відомо дуже мало.
У тій обороні загинуло багато сванів, а також багато ворожих солдатів. Кажуть, досі на перевалі можна знайти тіла, зброю і одяг німецьких солдатів.
У селі в напівзруйнованому стані збереглося всього кілька церков. Але мешканці пам'ятають, що було тут не менше 40 церков. Багато з них, як це прийнято в Сванетії, були фамільними, поряд з ними розташовувалися родові кладовища. Під час радянської влади у Сванетії майже всі церкви були знищені. Старожили кажуть, що середньовічні церкви, з прекрасними фресками безжально підривали і знищували. У Бечо зараз багато таких руїн. Завдяки зусиллям Местіа-Земо-Сванетської єпархії було відновлено одну церкву Успіння Святої Богородиці, по-сванськи — Ламарія. Це діючий храм, тут регулярно проходять богослужіння.
У громади є гостьові будинки та готель «Ушба» на 7 номерів у селі Мазері. Звідси починаються популярні туристичні маршрути до льодовика Ушби, через перевал Гулі і в Ецев через перевал Бахі.